# Pitodor de Tebes
Pitodor (grec antic: Πυθόδωρος, llatí: Pythodorus) fou un escultor grec nadiu de Tebes, del període arcaic.
Va fer una estàtua de la deessa Hera (ἄγαλμα ἀρχαῖον) en el temple dedicat a aquesta divinitat a la ciutat de Coronea. La deessa estava representada portant les sirenes als seus braços segons explica Pausànies.